# Siphunculina aenea
Siphunculina aenea är en tvåvingeart som först beskrevs av Macquart 1835.  Siphunculina aenea ingår i släktet Siphunculina och familjen fritflugor. Arten är reproducerande i Sverige. Inga underarter finns listade i Catalogue of Life.